# Bukbang-myeon
Bukbang-myeon (koreanska: 북방면) är en socken i den norra delen av Sydkorea, 75 km öster om huvudstaden Seoul. Den ligger i kommunen Hongcheon-gun i provinsen Gangwon. 